# Raúl Viver
Pour les articles homonymes, voir Viver (homonymie).
Raúl Antonio Viver, né le 17 mars 1961 à Guayaquil, est un ancien joueur de tennis équatorien.
Il est connu pour être le capitaine de l'équipe d'Équateur de Coupe Davis depuis 1994. Il a remplacé à ce poste Ricardo Ycaza.

## Carrière
Il a été sacré champion du monde junior en 1979 grâce à sa victoire à l'Orange Bowl.
Son meilleur résultat dans un tournoi du Grand Chelem est un quart de finale en mixte à Roland-Garros avec Mariana Pérez Roldán. Sur le circuit ATP, il a été demi-finaliste à Bogota en 1979, quart de finaliste à Kitzbühel en 1984 et à Gstaad et Bueno Aires en 1985.
Il a remporté deux tournois Challenger en 1991 en étant issu des qualifications : Pembroke Pines et São Paulo. Ces deux titres lui ont permis de passer de la 394e place à la 187e. En double, il s'est illustré à Bruxelles en 1982, Brescia en 1983 et Nyon en 1988.
Joueur de Coupe Davis de 1978 à 1990, il a joué trois années dans le groupe mondial et a participé au quart de finale en 1985.

## Parcours dans les tournois duGrand Chelem

### En simple
| Année | Open d'Australie | Open d'Australie | Internationaux de France | Internationaux de France | Wimbledon       | Wimbledon    | US Open         | US Open   |
| ----- | ---------------- | ---------------- | ------------------------ | ------------------------ | --------------- | ------------ | --------------- | --------- |
| 1985  | —                | —                | 2e tour (1/32)           | H. Günthardt             | 1er tour (1/64) | M. De Palmer | 1er tour (1/64) | D. Visser |

N.B. : à droite du résultat se trouve le nom de l'ultime adversaire.

### En double
| Année | Open d'Australie | Open d'Australie | Internationaux de France   | Internationaux de France | Wimbledon | Wimbledon | US Open | US Open |
| ----- | ---------------- | ---------------- | -------------------------- | ------------------------ | --------- | --------- | ------- | ------- |
| 1982  | —                | —                | 2e tour (1/16) L. Bottazzi | B. Guan D. Tarr          | —         | —         | —       | —       |

N.B. : le nom du ou de la partenaire se trouve sous le résultat ; le nom des ultimes adversaires se trouve à droite.